# Hallennes-lez-Haubourdin
Hallennes-lez-Haubourdin [alɛn le(z‿)obuʁdɛ̃] est une commune française située dans le département du Nord (59), en région Hauts-de-France. Elle fait partie de la Métropole européenne de Lille.

## Géographie

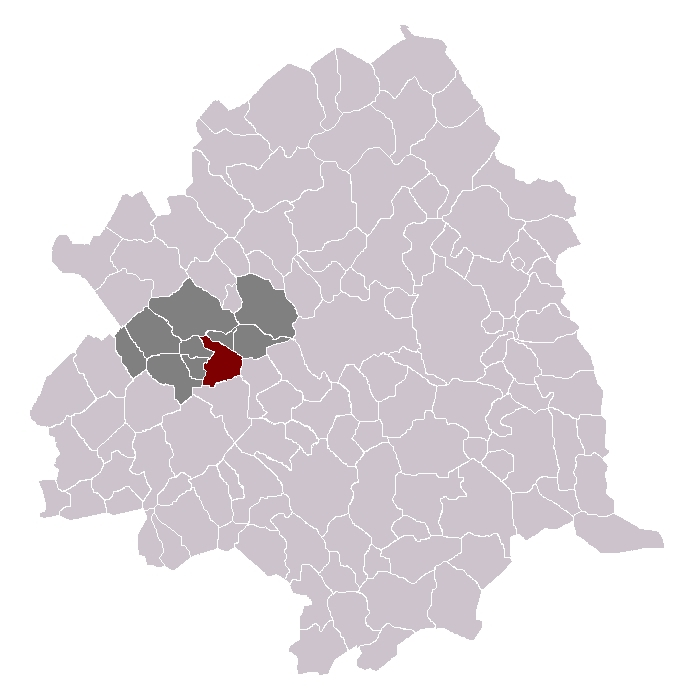
Hallennes-lez-Haubourdin dans son canton et son arrondissement.

### Situation
La commune d'Hallennes-lez-Haubourdin se situe à une dizaine de kilomètres à l'ouest de Lille, au sud du pays des Weppes (l'une des quatre parties de la châtellenie de Lille avec le Ferrain, le Mélantois et le Pévèle).
Aucun cours d'eau d'importance ne traverse le territoire hallennois ; cependant, la commune appartient à la vallée de la Deule. L'église est située à 30 mètres d'altitude à mi-distance entre les bords de la vallée de la Lys et la Deule (19 mètres au port d'Haubourdin).
La commune s'étend sur une surface de 4,35 km2.
Sept communes entourent Hallennes : à l'est, se trouve Haubourdin, au nord Englos et Sequedin, à l'ouest Beaucamps-Ligny, Erquinghem-le-Sec et Escobecques et, enfin, au sud Santes.

### Communes limitrophes
| Escobecques                       | Englos                   | Sequedin   |
| Erquinghem-le-Sec Beaucamps-Ligny | Hallennes-lez-Haubourdin | Haubourdin |
|                                   | Santes                   |            |

### Hydrographie

#### Réseau hydrographique
La commune est située dans le bassin Artois-Picardie. Elle est drainée par le ruisseau du Pont des planques, les Moulins et un autre petit cours d'eau,.

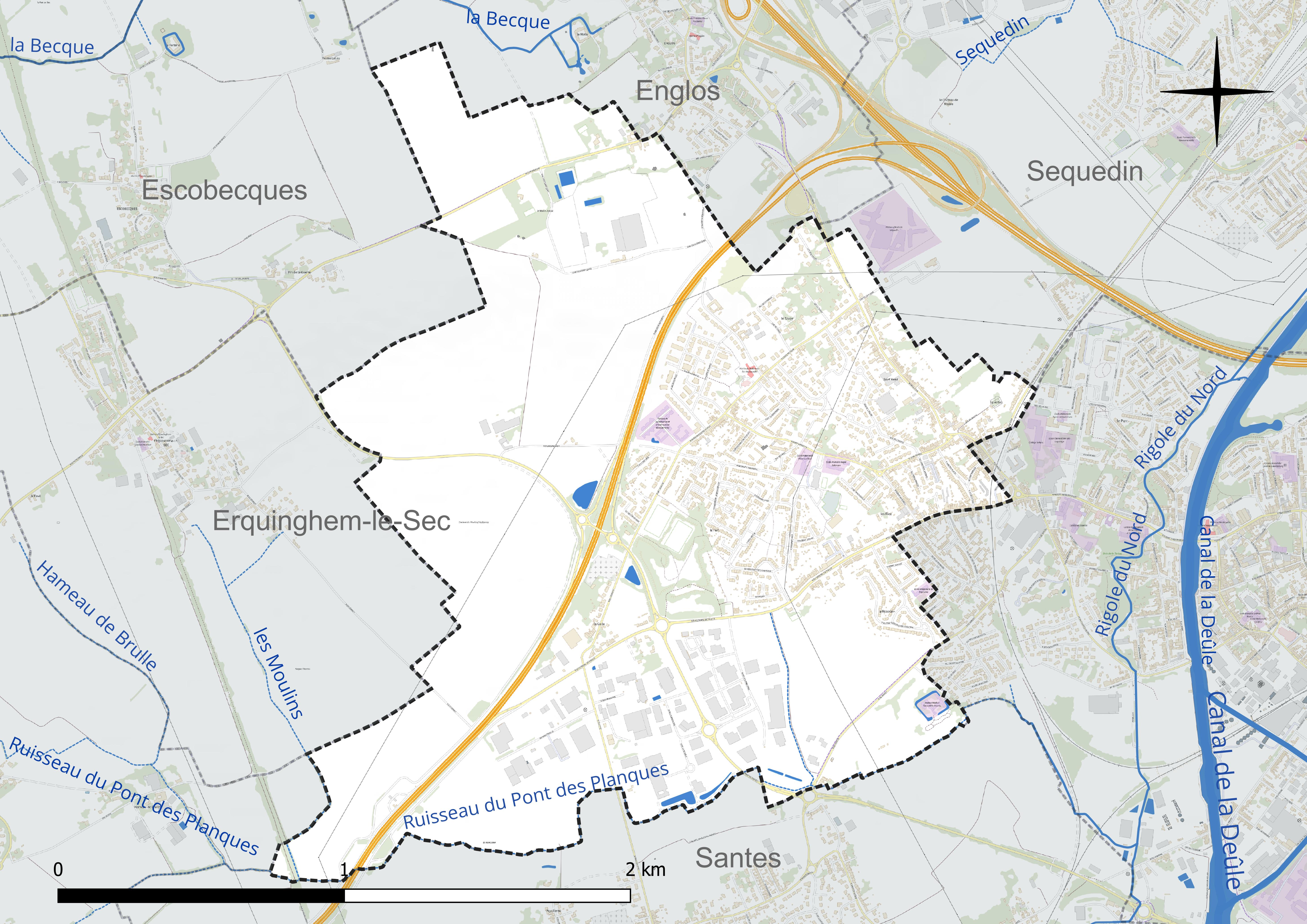
Réseau hydrographique d'Hallennes-lez-Haubourdin.

#### Gestion et qualité des eaux
Le territoire communal est couvert par le schéma d'aménagement et de gestion des eaux (SAGE) « Marque Deûle ». Ce document de planification concerne un territoire de 1 120 km2 de superficie, délimité par les bassins versants de la Marque et de la Deûle, formant une vaste cuvette sédimentaire de 40 km de long et de 25 km de large, où la pente est très faible. Le périmètre a été arrêté le 2 décembre 2005 et le SAGE proprement dit a été approuvé le 9 mars 2020. La structure porteuse de l'élaboration et de la mise en œuvre est la Métropole européenne de Lille. 
La qualité des cours d'eau peut être consultée sur un site dédié géré par les agences de l'eau et l'Agence française pour la biodiversité. 

### Climat
Pour des articles plus généraux, voir Climat des Hauts-de-France et Climat du Nord.
En 2010, le climat de la commune est de type climat des marges montargnardes, selon une étude du CNRS s'appuyant sur une série de données couvrant la période 1971-2000. En 2020, Météo-France publie une typologie des climats de la France métropolitaine dans laquelle la commune est exposée à un climat océanique et est dans la région climatique  Nord-est du bassin Parisien, caractérisée par un ensoleillement médiocre, une pluviométrie moyenne régulièrement répartie au cours de l'année et un hiver froid (3 °C). 
Pour la période 1971-2000, la température annuelle moyenne est de 10,6 °C, avec une amplitude thermique annuelle de 14,2 °C. Le cumul annuel moyen de précipitations est de 691 mm, avec 12,3 jours de précipitations en janvier et 9,4 jours en juillet. Pour la période 1991-2020, la température moyenne annuelle observée sur la station météorologique la plus proche, située sur la commune de Lesquin à 11 km à vol d'oiseau, est de 11,3 °C et le cumul annuel moyen de précipitations est de 740,0 mm,. Pour l'avenir, les paramètres climatiques de la commune estimés pour 2050 selon différents scénarios d'émission de gaz à effet de serre sont consultables sur un site dédié publié par Météo-France en novembre 2022.

## Urbanisme

### Typologie
Au 1er janvier 2024, Hallennes-lez-Haubourdin est catégorisée grand centre urbain, selon la nouvelle grille communale de densité à sept niveaux définie par l'Insee en 2022.
Elle appartient à l'unité urbaine de Lille (partie française), une agglomération internationale regroupant 60  communes, dont elle est une commune de la banlieue,,. Par ailleurs la commune fait partie de l'aire d'attraction de Lille (partie française), dont elle est une commune du pôle principal,. Cette aire, qui regroupe 201 communes, est catégorisée dans les aires de 700 000 habitants ou plus (hors Paris),.

### Occupation des sols
L'occupation des sols de la commune, telle qu'elle ressort de la base de données européenne d'occupation biophysique des sols Corine Land Cover (CLC), est marquée par l'importance des territoires agricoles (56 % en 2018), en diminution par rapport à 1990 (68,4 %). La répartition détaillée en 2018 est la suivante : 
terres arables (55,2 %), zones urbanisées (31,5 %), zones industrielles ou commerciales et réseaux de communication (12,5 %), zones agricoles hétérogènes (0,8 %). L'évolution de l'occupation des sols de la commune et de ses infrastructures peut être observée sur les différentes représentations cartographiques du territoire : la carte de Cassini (XVIIIe siècle), la carte d'état-major (1820-1866) et les cartes ou photos aériennes de l'IGN pour la période actuelle (1950 à aujourd'hui).

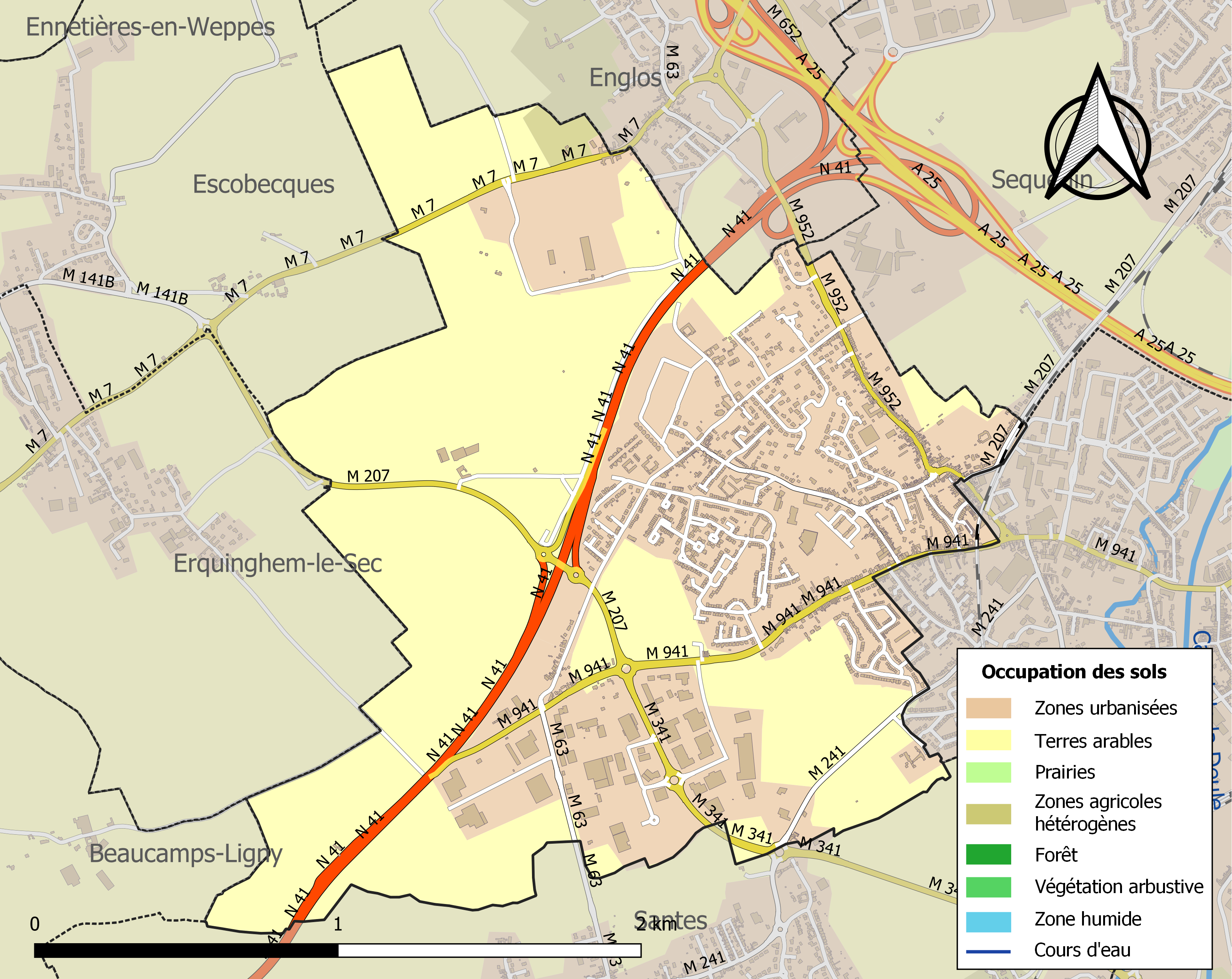
Carte des infrastructures et de l'occupation des sols de la commune en 2018 (CLC).

### Voies de communication et transports
Située aux portes des Weppes, Hallennes-lez-Haubourdin dispose néanmoins d'un emplacement privilégié en ce qui a trait aux transports. La commune se trouve à proximité de l'embranchement de la route nationale 41 et de l'autoroute A25 (qui permet de rejoindre l'A1). Le début de la D652 (rocade nord ouest) est situé à 2 km, au niveau du centre commercial d'Englos.
La commune est desservie, en 2023, par les lignes 58, 61, CO2, 915, 931 et les lignes de transport à la demande 22R et 61R du réseau Ilévia.
L'accès à la prison de Sequedin se trouve à Hallennes-lez-Haubourdin.

## Histoire
En  1665, par lettres données à Madrid, est érigée en comté la terre et seigneurie de Sweneghem, située dans la châtellenie de Courtray, en y incorporant les villages de Hallennes et Erquinghem-le-Sec, en faveur de Charles Philippe d'Oignies, fils de feu Claude d'Oignies, comte de Couppignies, et de Anne de Croÿ (maison de Croÿ), pour revenir après son décès au fils aîné de feu Jean de Harchies de Ville et de Marie Florence de Griboval, dame dudit Sweneghem.
Le 23 juillet 1641, sont données à Madrid des lettres de chevalerie en faveur de Jean de Harchies, écuyer, seigneur de Millomez, Hallennes, Erquinghem-le-Sec, Basinghem, Rodesel, Caetheu. Il est le fils de feu Léon de Harchies, lui-même fils d'Arnould de Harchies, à son trépas chevalier, seigneur du dit Millomez, et neveu en ligne collatérale et héritier universel de feu Arnould de Harchies, chevalier, seigneur de Hallennes, Erquinghem-le-Sec, également fils dudit feu Arnould. Jean de Harchies est d'ancienne et noble extraction. À l'exemple de ses ancêtres, il a porté les armes pour le service du roi à Zantvliet et autres endroits, et en 1635, a été un des premiers gentilshommes volontaires qui se sont rendus auprès du cardinal Infant, don Ferdinand (Ferdinand d'Autriche ) à Tilemont en Brabant, pour résister à l'armée française et à celle des provinces rebelles. Il a toujours été prêt, en toutes occurrences, en étant requis par les gouverneurs de Lille, Douai, Orchies, Tournai et Tournaisis, à les accompagner comme gentilhomme du quartier, à ses frais, pour le service du roi. Il est allié par mariage à la fille de Floris de Griboval, chevalier, seigneur de Sweveghem, toujours au service du roi, comme ses deux fils dont l'un est mort des suites d'une blessure reçue devant la ville de Salses, en notre comté du Roussillon, et l'autre encore capitaine au régiment du sieur de Ribaucourt aux Pays-Bas.
Pendant l'époque des Harchies, Hallennes fut réunie à la France lors du traité d'Aix-la-Chapelle (1668). Quelques années plus tard, le roi de France Louis XIV éleva le seigneur au titre de comte d'Hallennes. À la mort de Louis Joseph de Harchies, la ville Hallennes passa à la famille de Nassau, celle-ci garda des liens avec le village jusqu'à la Révolution française. Les armoiries de Harchies « D'or à cinq cotices de gueules » sont actuellement le blason officiel de la commune d'Hallennes-lez-Haubourdin.

### Premier forum des Weppes
En novembre 1993, eut lieu dans la commune le premier forum des Weppes. L'initiateur de ce forum fut Michel Vercaemst qui créa également le cercle historique d'Hallennes.

## Héraldique
|  | Les armes de Hallennes-lez-Haubourdin se blasonnent ainsi :"D'or à cinq cotices de gueules." |

° En 1374, le seigneur d'Hallennes portait les Armes : de sable, semé de croix, au pied fiché, et deux dauphins adossés d'or, brochant sur le tout.

## Politique et administration

### Liste des maires
| Période                                  | Période          | Identité                   | Étiquette | Qualité |
| ---------------------------------------- | ---------------- | -------------------------- | --------- | --- |
| Les données manquantes sont à compléter. |                  |                            |           | |
| 1802                                     | 1807             | Romain Delemazure,         |           | |
| Les données manquantes sont à compléter. |                  |                            |           | |
| 1816                                     | 1833             | Louis Ernest Hochart       |           | |
| 1833                                     | 1852             | Charles Prémecques         |           | |
| 1852                                     | 1861             | Louis Joseph Hochart       |           | |
| Les données manquantes sont à compléter. |                  |                            |           | |
| 1871                                     | 1871             | Adolphe Delepierre         |           | |
| 1871                                     | 1919             | Amédée Platel (1844-1922)  | Libéral   | Docteur en droit, agriculteur-distillateur Conseiller d'arrondissement d'Haubourdin (1895 → 1901)                 |
| 1919                                     | 1929             | Léon Mercier               |           | |
| 1929                                     | 1945             | César Choquet (1876-1962)  | SFIO      | Jardinier à la ville de Lille Conseiller d'arrondissement d'Haubourdin (1934 → 1940)                              |
| 1945                                     | 1947             | Maurice Beghin (1903-1992) | PCF       | |
| 1947                                     | 26 décembre 1954 | Jules Collet (1903-1954)   | DVD       | Cafetier et marchand de charbon Décédé en fonction                                                                |
| 1955                                     | mars 1989        | Pierre Rommès (1923-2013)  | DVD       | Plus jeune maire du Nord à son élection                                                                           |
| mars 1989                                | juin 1995        | Jacques Becq (1932-2012)   | DVD       | Maire honoraire                                                                                                   |
| 11 juin 1995                             | 28 juillet 2007  | Patrick Genelle            | DVD       | Chef d'entreprise                                                                                                 |
| 23 septembre 2007                        | En cours         | André Pau                  | DVD       | Directeur de maison de retraite Élu à la suite d'une élection municipale partielle Réélu pour le mandat 2020-2026 |

## Population et société

### Démographie

#### Évolution démographique
L'évolution du nombre d'habitants est connue à travers les recensements de la population effectués dans la commune depuis 1793. Pour les communes de moins de 10 000 habitants, une enquête de recensement portant sur toute la population est réalisée tous les cinq ans, les populations de référence des années intermédiaires étant quant à elles estimées par interpolation ou extrapolation. Pour la commune, le premier recensement exhaustif entrant dans le cadre du nouveau dispositif a été réalisé en 2006.

En 2022, la commune comptait 4 739 habitants, en évolution de +11,53 % par rapport à 2016 (Nord : +0,51 %, France hors Mayotte : +2,11 %).
| 1793 | 1800 | 1806 | 1821 | 1831 | 1836 | 1841 | 1846 | 1851 |
| ---- | ---- | ---- | ---- | ---- | ---- | ---- | ---- | ---- |
| 375  | 424  | 414  | 418  | 474  | 505  | 513  | 607  | 568  |

| 1856 | 1861 | 1866 | 1872 | 1876 | 1881 | 1886  | 1891  | 1896  |
| ---- | ---- | ---- | ---- | ---- | ---- | ----- | ----- | ----- |
| 617  | 683  | 713  | 852  | 880  | 924  | 1 003 | 1 015 | 1 058 |

| 1901  | 1906  | 1911  | 1921  | 1926  | 1931  | 1936  | 1946  | 1954  |
| ----- | ----- | ----- | ----- | ----- | ----- | ----- | ----- | ----- |
| 1 044 | 1 146 | 1 097 | 1 042 | 1 177 | 1 307 | 1 437 | 1 460 | 1 532 |

| 1962  | 1968  | 1975  | 1982  | 1990  | 1999  | 2006  | 2011  | 2016  |
| ----- | ----- | ----- | ----- | ----- | ----- | ----- | ----- | ----- |
| 1 894 | 2 405 | 3 286 | 3 251 | 3 851 | 3 810 | 4 101 | 4 009 | 4 249 |

| 2021  | 2022  | - | - | - | - | - | - | - |
| ----- | ----- | - | - | - | - | - | - | - |
| 4 718 | 4 739 | - | - | - | - | - | - | - |

#### Pyramide des âges
La population de la commune est relativement jeune.
En 2018, le taux de personnes d'un âge inférieur à 30 ans s'élève à 37,3 %, soit en dessous de la moyenne départementale (39,5 %). À l'inverse, le taux de personnes d'âge supérieur à 60 ans est de 20,7 % la même année, alors qu'il est de 22,5 % au niveau départemental.
En 2018, la commune comptait 2 269 hommes pour 2 458 femmes, soit un taux de 52 % de femmes, légèrement supérieur au taux départemental (51,77 %).
Les pyramides des âges de la commune et du département s'établissent comme suit.
| Hommes | Classe d’âge | Femmes |
| ------ | ------------ | ------ |
| 0,3    | 90 ou +      | 0,6    |
| 4,7    | 75-89 ans    | 7,0    |
| 14,2   | 60-74 ans    | 14,6   |
| 20,6   | 45-59 ans    | 21,2   |
| 21,8   | 30-44 ans    | 20,4   |
| 16,3   | 15-29 ans    | 16,3   |
| 22,0   | 0-14 ans     | 20,0   |

| Hommes | Classe d’âge | Femmes |
| ------ | ------------ | ------ |
| 0,5    | 90 ou +      | 1,4    |
| 5,3    | 75-89 ans    | 8,1    |
| 14,8   | 60-74 ans    | 16,2   |
| 19,1   | 45-59 ans    | 18,4   |
| 19,5   | 30-44 ans    | 18,7   |
| 20,7   | 15-29 ans    | 19,1   |
| 20,2   | 0-14 ans     | 18     |

## Culture locale et patrimoine

### Lieux et monuments

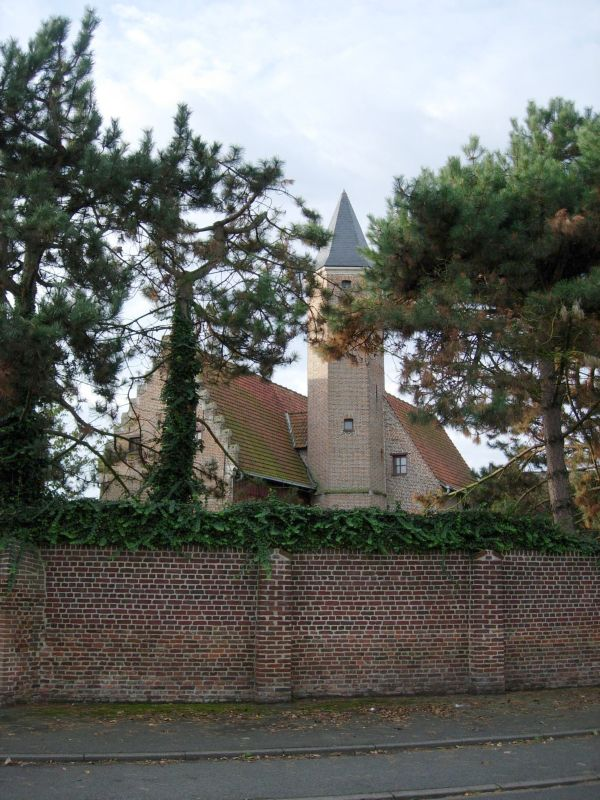
Manoir « Château d'Hallennes ».

- L'église Saint-Vaast. La nef date de 1127 et le clocher, inscrit à l'inventaire des Monuments historiques le 21 juin 1927[29], de 50 m de haut en pierre de Lezennes et en brique, date de 1418. Le toit est en ardoise. La tour seule fut restaurée en 1994-1996, les murs extérieurs portent des graffitis : un écusson des moulins et des inscriptions. Les vitraux, le Christ (situé à l'extérieur, qui est une copie de l'original) et le chœur sont également inscrits à l'inventaire des Monuments historiques et ont aussi été restaurés.
- L'église d'Hallennes est sous l'invocation de Saint-Vaast. — L'abbesse de Denain présentait à la cure et levait la dîme dont elle remettait un tiers au curé, qui jouissait, en outre, d'un bonnier et demi de terre. — Le chapitre de Saint-Piat, de Seclin, y possédait le fief de la prévôté, dont les terres, qui en dépendaient, devaient une année de revenu pour relief.
- Le manoir « Château d'Hallennes ». Construit en 1502 par Marc de Cuinghien, alors seigneur d'Hallennes, son style renaissance flamande se retrouve dans toute la région de Flandre romane. Il se caractérise par un tour octogonale et des pignons à pas de moineaux qui furent inscrits à l'inventaire des Monuments historiques en août 1975[30]. Transformé entre le XVIIe et le XVIIIe siècle en ferme, il est maintenant une habitation privée et ne peut se visiter. Un mur qui entoure les bâtiments porte à front de rue une petite chapelle à Notre Dame de Grâces datant de 1845.
- La ferme de Fromez[31]. Bâtiment datant du XVIIe siècle et inscrit à l'inventaire des Monuments historiques en décembre 1984[32]. Il appartient aujourd'hui à un IME (Institut Médico-Éducatif).
- La ferme du Chimpret. Située à la limite de Sequedin à l'emplacement d'une motte féodale. Abandonné depuis une quinzaine d'années, l'édifice est pratiquement en ruine (le toit du logis est effondré).

### Personnalités liées à la commune
- Marie-Madeleine Dupuis, née en 1914, infirmière, morte lors des combats de la Libération en septembre 1944[33].
- Didier Vanoverschelde, né le 5 mai 1952 à Hallennes-lez-Haubourdin, coureur cycliste professionnel, ayant notamment participé à cinq Tours de France.
- Patrick Genelle, né le 27 septembre 1962 à Béthune, secrétaire général[34] territorial de l'Office national des forêts, chevalier de l'Ordre national de la Légion d'honneur[35].

### Manifestations
Festival de l'imaginaire / salon des littératures fantastiques les Halliennales.

## Pour approfondir